# ثعبان المرجان
ثعابين المرجان هي مجموعة كبيرة من الأحفاث السامة التي يمكن تقسيمها إلى مجموعتين بارزتين، هما ثعابين المرجان من العالم القديم وثعابين المرجان من العالم الجديد. وهناك 11 نوعًا من أنواع ثعابين المرجان من العالم القديم في جنس واحد (هو Calliophis)، وأكثر من 65 نوعًا معروفًا من ثعابين المرجان للعالم الجديد في ثلاثة أجناس (هي Leptomicrurus وMicruroides وMicrurus).

## السلوك
تتنوع ثعابين المرجان بشكل كبير فيما يتعلق بالسلوك، إلا أن أغلبها ثعابين أحفورية متهربة للغاية تقضي معظم وقتها مختبئة تحت الأرض في الأوراق الساقطة من الأشجار في أرضية الغابات المطيرة، حيث أنها لا تخرج إلى السطح إلا عند هطول الأمطار أو أثناء موسم التكاثر. وبعض الأنواع، مثل Micrurus surinamensis، عبارة عن كائنات بحرية بشكل كامل تقريبًا، وتقضي معظم حياتها في المجاري المائية بطيئة الحركة والتي تحتوي على نباتات كثيفة.
ومثل كل ثعابين العربيد، تمتلك ثعابين المرجان زوجًا من الأنياب الصغيرة التي تنفث من خلالها السم (بعض ثعابين العربيد أنيابها من الخلف). وهذه الأنياب، التي تكون كبيرة ومجوفة، لكي تنقل السم إلى أنواع الفرائس تتغذى بشكل رئيسي على الثعابين والسحالي والضفادع وصغار الطيور والقوارض الأصغر حجمًا وما إلى ذلك. ويحتاج السم إلى بعض الوقت لكي يصبح تأثيره كاملاً.
وتميل ثعابين المرجان إلى التعلق بضحاياها أثناء عضها، بخلاف الأفعى السامة التي لديها أنياب يمكن سحبها وتميل إلى الهجوم ثم تحرير الفريسة على الفور. وثعابين المرجان ليست عنيفة ولا تميل إلى العض، ولا تسبب إلا نسبة أقل من واحد في المائة من عدد عضات الثعابين كل عام في الولايات المتحدة.

## كتابات أخرى
- Tanaka G. D., Furtado Md. F. D., Portaro F. C. V., Sant'Anna O. A. & Tambourgi D. V. (2010). "Diversity of Micrurus Snake Species Related to Their Venom Toxic Effects and the Prospective of Antivenom Neutralization". PLoS Neglected Tropical Diseases 4(3): e622. دُوِي:10.1371/journal.pntd.0000622